# Аніна
Ані́на — місто на заході Румунії, Банат, у колишній області Тімішоара. Населення — близько 9,2 тис. осіб (2002).

## Господарство
Центр видобування кам'яного вугілля, що використовується коксохімічними та металургійними підприємствами у Решиці, з якою Аніна зв'язана залізницею і шосе. Металообробний та лісопильний заводи.

## Пам'ятки
15 грудня 1863 була запущена перша гірська залізниця на території Румунії, що зв'язує населені пункти Аніна та Оравіца, призначена для транспортування вугілля до портів на Дунаї. Вона використовується сьогодні в туристичних цілях, для охочих подивитися на мальовничі пейзажі Банатських гір, і проїхати через тунелі великої протяжності, вирубані в скельній породі. 

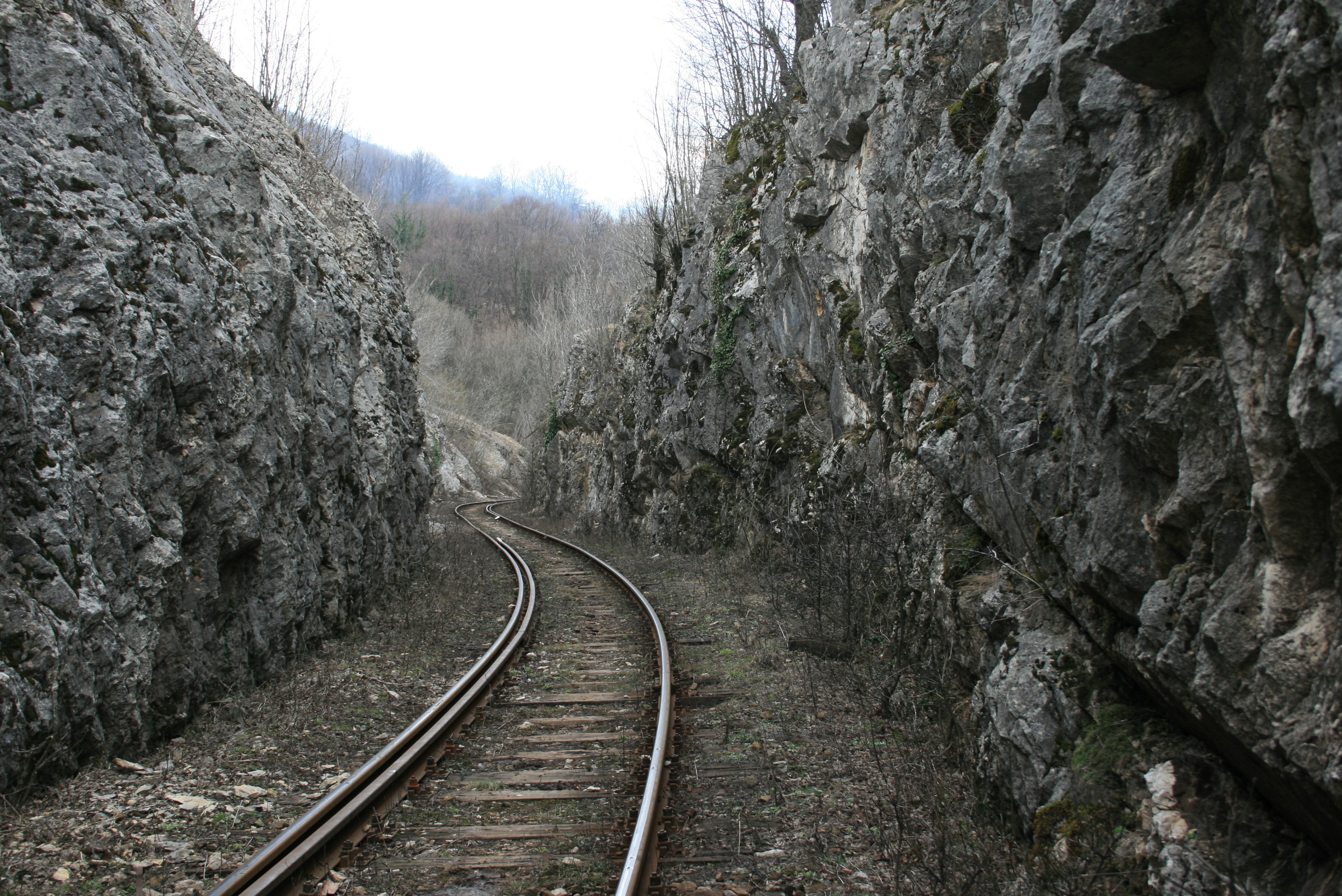
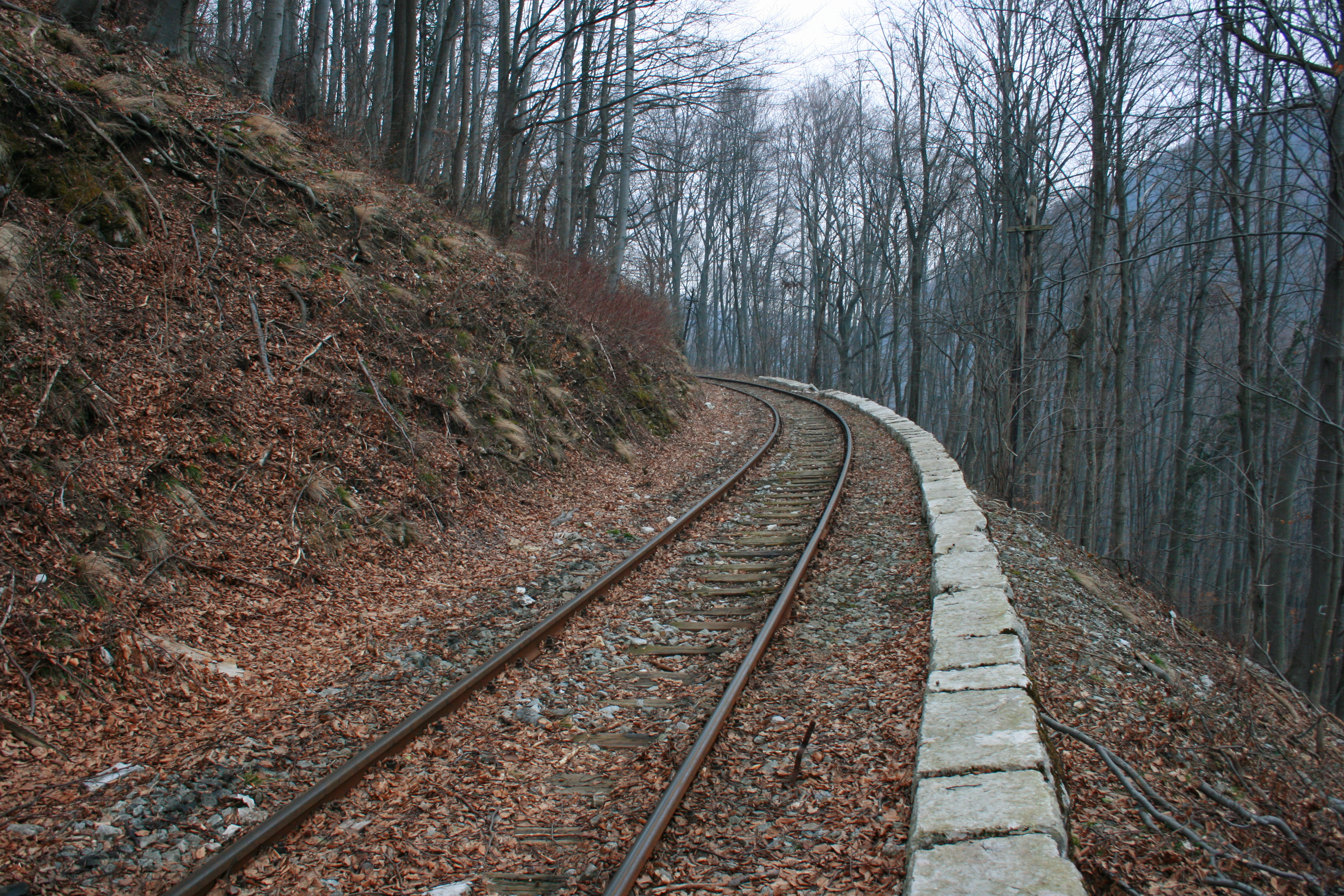
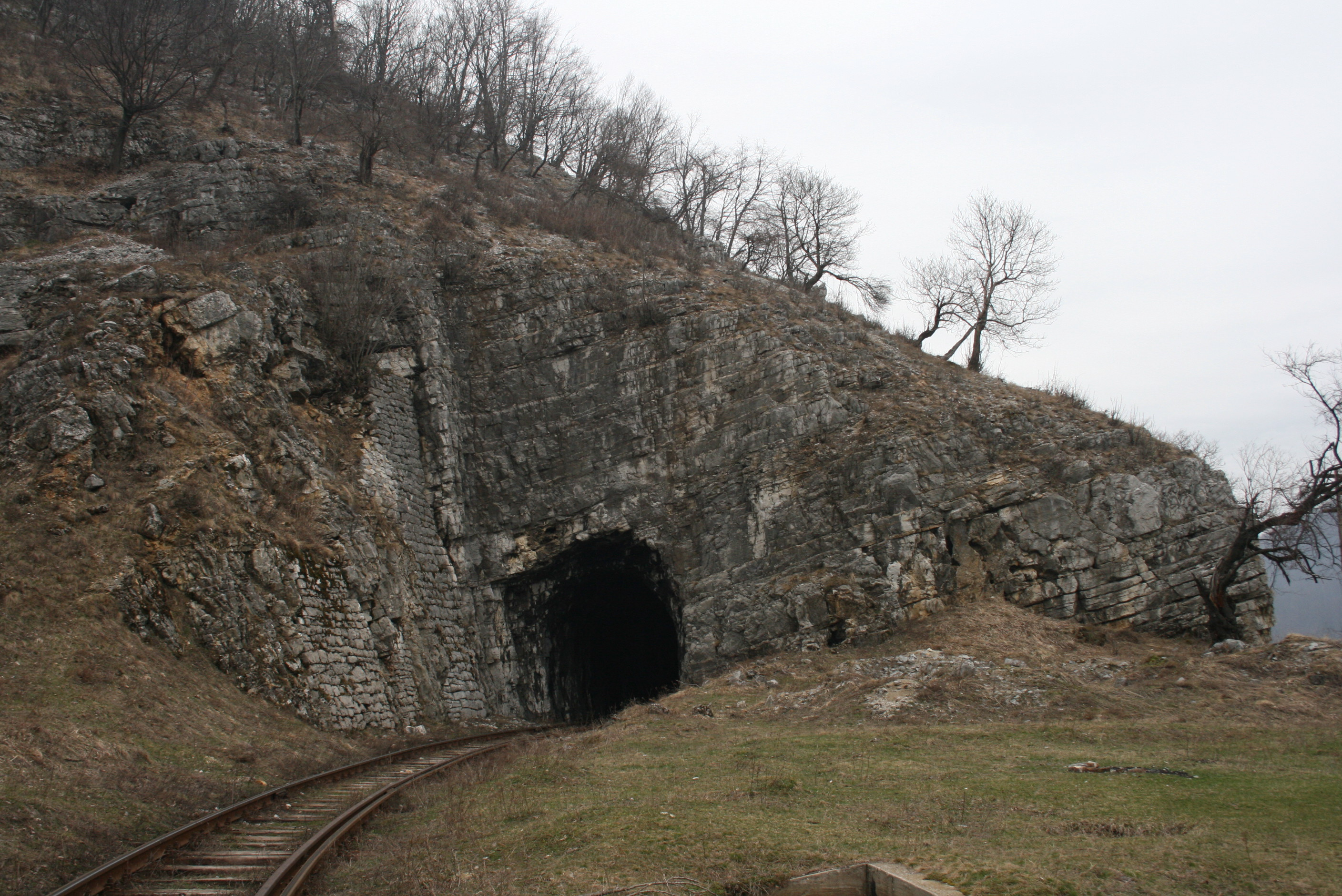
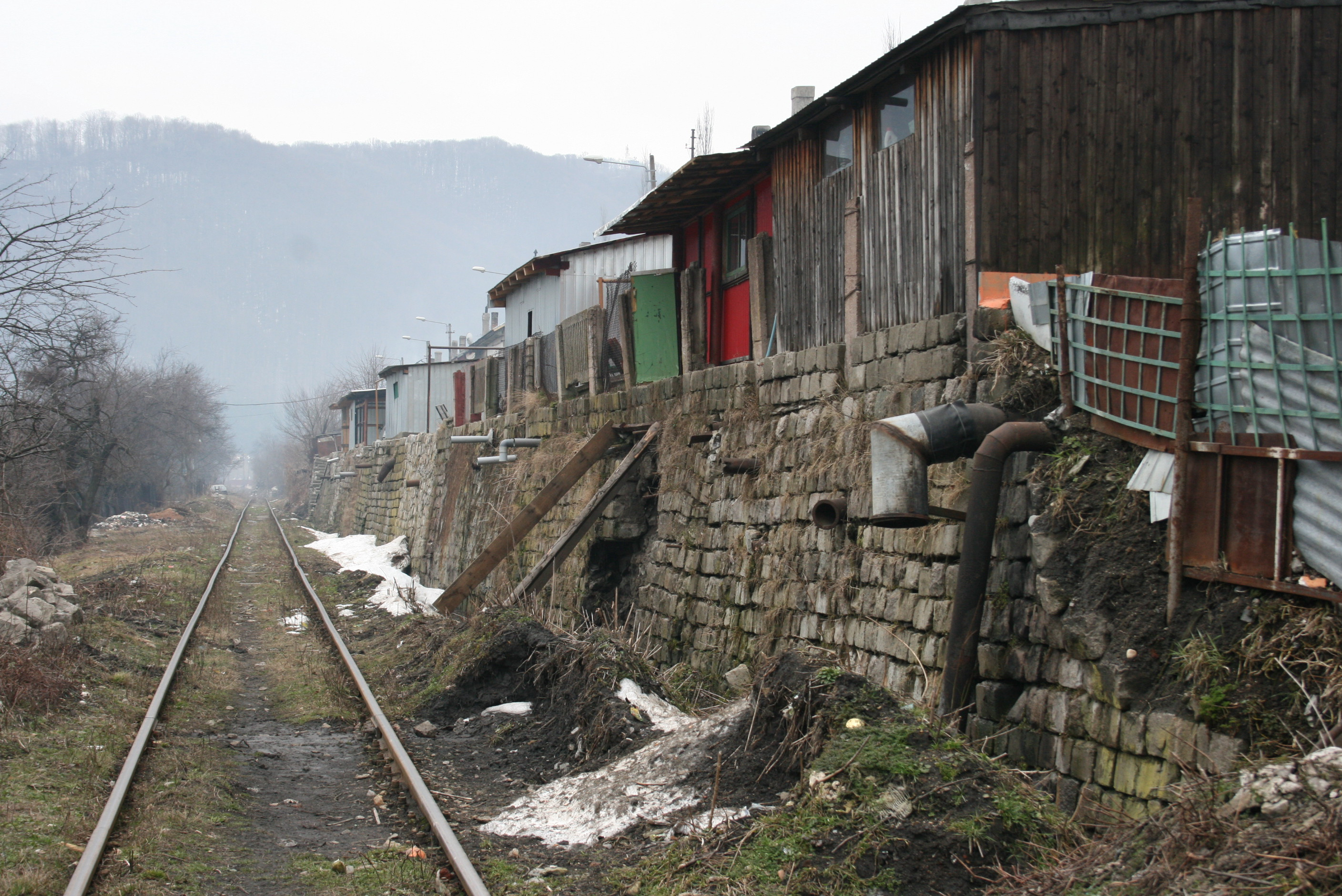
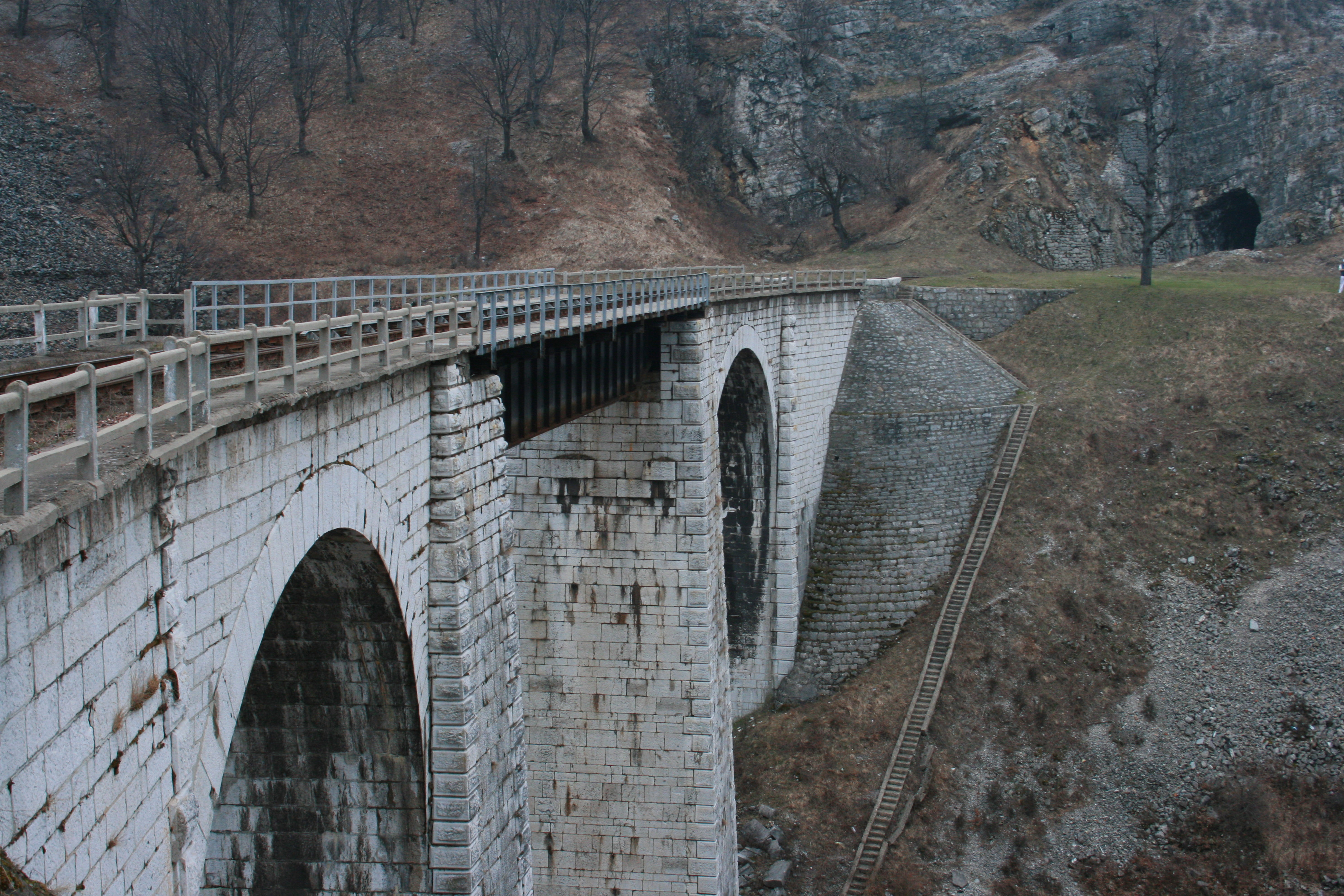